# Oldambtsters
Het Oldambtsters is een van de dialecten van het Gronings, dat wordt gesproken in het Oldambt: het gebied rondom de Dollard, inclusief de oude uitbraken daarvan. Het wordt gesproken in de huidige gemeente Oldambt en in delen van de gemeente Midden-Groningen. Het Oldambtsters komt vrijwel overeen met het Oost-Friese dialect dat in Rheiderland (Duitsland) wordt gesproken; te weten de gemeentes Bunde, Jemgum en Weener.

## Kenmerken
Het Oldambtsters onderscheidt zich van de andere Groningse varianten in de naburige gebieden door:
1. Het veelvuldig gebruik van een -e ('sjwa') aan het einde van een woord, zoals aine, penne, toeze. Dit wordt door sommigen ook wel de 'Dollard-e' genoemd.
2. Het gebruik van -oe, zoals hoes (huis), broeken (gebruiken)
3. Het gebruik van verkleinwoorden op -ke, zoals hoeske en kopke

Op punt één onderscheidt het Oldambtsters zich daarmee van het aanverwante Noord-Gronings (Hunsingo/Fivelgo), waar een dergelijke uitgang -e niet wordt gebruikt. En op punten twee en drie van het Veenkoloniaals (met gebruik van de uu in huus, en bruken en verkleinwoorden als huussie en koppie).

## Oorsprong
Het Oldambt maakt onderdeel uit van de Noordzeecultuur, in de middeleeuwen werd hier een variant van het Oudfries gesproken. Het Oldambt viel vanaf medio vijftiende eeuw onder jurisdictie van de stad Groningen. In Groningen was de taal zwaar beïnvloed door het Nederduits. Deels kwam dit door de invloed van de Hanze, waar Groningen onderdeel van uitmaakte. En deels werd dit veroorzaakt door een zekere oriëntatie van Groningen op Westfalen, in het bijzonder het Westfaals. Maar vooral ook omdat de Stad Groningen tegen het altijd al Nedersaksischtalige Drenthe aanligt. Er ontstond wat tegenwoordig Nedersaksisch heet en wat het Oudfries in het Oldambt verdrong.
In de zeventiende en achttiende eeuw toen de naburige regio's als de Veenkoloniën (en Oost-Friesland) onder grote invloed kwamen van de Hollandse taal en cultuur, was dat in het Oldambt veel minder het geval. Een mogelijke oorzaak is dat in deze periode het Oldambt zich ontpopte als een rijke en dynamische regio, met een behoorlijk zelfbewustzijn. Ook de wat behoudende sfeer in het Oldambt, sterk gekleurd door het rechtzinnige piëtisme, heeft hierop zijn weerslag gehad.
Het Oldambtsters heeft veel invloed gehad op het Veenkoloniaals, wat in feite een 'zeventiende-eeuwse geactualiseerde versie' van het Oldambtsters is. Het Oldambtsters viel praktisch samen met het dialect in het Rheiderland en vooral in dat van de Dollardpolders in en rondom de grensplaats Bunde. De Dollardpolders aan weerskanten van de grens vormden in feite een aaneengesloten gebied met nauwe (familiale) relaties. De invloed van de standaardtalen aan weerskanten van de grens zorgt voor een taalkundige verwijdering. Overigens wordt het Oldambtsters tegenwoordig vooral in het zuiden en westen van het Oldambt (zoals in Meeden en Noordbroek) sterk bepaald door het aangrenzende Veenkoloniaals, wat voor velen, dankzij de Hollandse uu-uitspraak, 'moderner' aandoet.

## Oldambtster auteurs
Een voorbeeld van het Oldambtsters is te vinden in W. van Palmar, De Golden Kette (Groningen 1875). Deze is recentelijk heruitgeven in de serie Goud Volk (2008). Naast een voorbeeld van het Oldambtster dialect geeft het ook inzicht in de toenmalige barse sociale verhoudingen in het gebied. Dit is in het volgende fragment, door muziekgroep Törf op cd gezet, op een subtiele manier onder woorden gebracht:
Tot weerzeins
Tot weerzeins, tot weerzeins!
De wereld is wied
't Liekt hier nog wel mooi maor wie kinnen onz' tied
Dat stoppeland wil 't ons beduden.
Gao je mit ons, gao je mit ons.
Nao 't Zuden?
Tot weerzeins, tot weerzeins!
O! heerlik is 't lând
Daor gunder; dei bârgen, dei meeren dat strând!
Wat bluien daor planten en kruden
Gaot mit toch, gaot mit toch
Nao 't Zuden!
Tot weerzeins, tot weerzeins!
Arbaiders op 't veld!
Bie joe is 't hier vaok toch zoo treurig gesteld;
Wöl 'k langer zo wruiten en ruden
Trekt mit ons, trekt mit ons
Nao 't Zuden
Tot weerzeins, tot weerzeins!
Gezegende boer!
Wees mild veur dat volk, want heur leven is stoer
O! zeg, worren 't betere tieden?
Ans bliev' wie, âns bliev' wie
In 't Zuden.
NB: Deze tekst is wat fonetisch opgesteld en de ao wordt in het Gronings nu als oa geschreven.
Andere bekende schrijvers in het Oldambtsters zijn de dichter en boer Derk Sibolt Hovinga, Simon van Wattum, Jaap Meijer, onder het pseudoniem van Saul van Messel, en Jelte Dijkstra hebben naast werken in respectievelijk het Veenkoloniaals, het Westerkwartiers en het Hollands ook werken in het Oldambtsters nagelaten.
Muziek in het Oldambtsters is er te kust en te keur: van de folkmuziek van Törf en het klassieke van De Koning & De Dame op teksten van Jan Siebo Uffen tot aan de 'Groninger hit' De Polder van tekstschrijver en zanger Edwin de Vries.

## Oldambtster eigenheid
In de provincie Groningen is het Oldambtster dialect, ondanks een gestage teruggang, letterlijk en figuurlijk een van de meest uitgesproken dialecten. Hierboven is al gewezen op het zelfbewustzijn in dit gebied. Daar komt nog eens bij dat vanaf de negentiende eeuw de verburgerlijkende Oldambtster herenboeren zich in toenemende mate op het 'Hollands' oriënteerden. Door vele landarbeiders werd dit als 'Hooghaarlemmerdijks' betiteld, als een vorm van 'kouwe kak'. Het Hollands werd de taal van het vooreinde in de boerderij en het dialect voor het achtereinde van de boerderij.
Het vasthouden van de arbeiders aan hun eigen (taal)gewoonten en een gelijkheidsdenken gaan hierbij hand in hand. Dit is typisch voor het Oldambt en werkt nu nog door in het gebied. Zie voor een nadere achtergrond de website van de Oldambtster historisch socioloog Otto Knottnerus.